# Hamon de Léon
Hamon de Léon est évêque de Léon en 1157 et décédé en 1171.

## Biographie
Fils cadet du vicomte Hervé II de Léon l'évêque de Léon s'implique dans les conflits qui opposent l'aristocratie locale. Il entre en lutte contre son frère Guyomarch IV de Léon qui l'expulse de son siège épiscopal mais Il est rétabli par le duc Conan IV de Bretagne 
Hamon participe en 1170 au combat de Methuoet dans le parti du duc qui affronte son frère Guyomarch IV de Léon. Ce dernier le considérant comme félon le fait assassiner en janvier de l'année suivante à la sortie d'une messe à la cathédrale Saint-Pol Aurélien

## Source
- (la) Jean-Barthélemy Hauréau, Gallia Christiana, vol. XIV Provincia Turonensi, Paris, Firmin-Didot, 1856, p. 976 Ecclesia Leonsis, Episcopi Leonenses XVII Hamo